# 4915 Solzhenitsyn
4915 Solzhenitsyn eller 1969 TJ2 är en asteroid i huvudbältet som upptäcktes den 8 oktober 1969 av den ryska astronomen Ljudmila Tjernych vid Krims astrofysiska observatorium på Krim. Den är uppkallad efter den ryska nobelpristagaren Aleksandr Solzjenitsyn.
Asteroiden har en diameter på ungefär 12 kilometer.